# Partido Republicano Feminino
O Partido Republicano Feminino foi uma organização política pioneira no Brasil, estabelecida em 23 de dezembro de 1910, e teve um papel crucial no movimento pelo sufrágio feminino no país. Foi fundado por Leolinda Daltro, uma ativista dos direitos das mulheres e dos indígenas, que percebeu a necessidade de uma plataforma política dedicada exclusivamente às causas femininas, em um período em que as mulheres eram amplamente excluídas da vida política brasileira.
O partido tinha como objetivo principal lutar pelo direito ao voto para as mulheres, além de promover outras reformas sociais e educacionais em benefício das mulheres brasileiras. Embora o direito ao voto feminino no Brasil tenha sido conquistado apenas em 1932, o Partido Republicano Feminino desempenhou um papel significativo na mobilização e na conscientização sobre a importância da participação política das mulheres.
A fundação do Partido Republicano Feminino marcou um momento importante na história política do Brasil, representando uma das primeiras tentativas organizadas de lutar pelos direitos políticos das mulheres no país. Embora o partido não tenha durado muitos anos, seu legado e impacto no movimento sufragista brasileiro e na luta pelos direitos das mulheres permanecem relevantes até hoje.